# Medmassa nitida
Medmassa nitida är en spindelart som beskrevs av Lawrence 1937. Medmassa nitida ingår i släktet Medmassa och familjen flinkspindlar. Inga underarter finns listade i Catalogue of Life.